# شبيغل آيزن

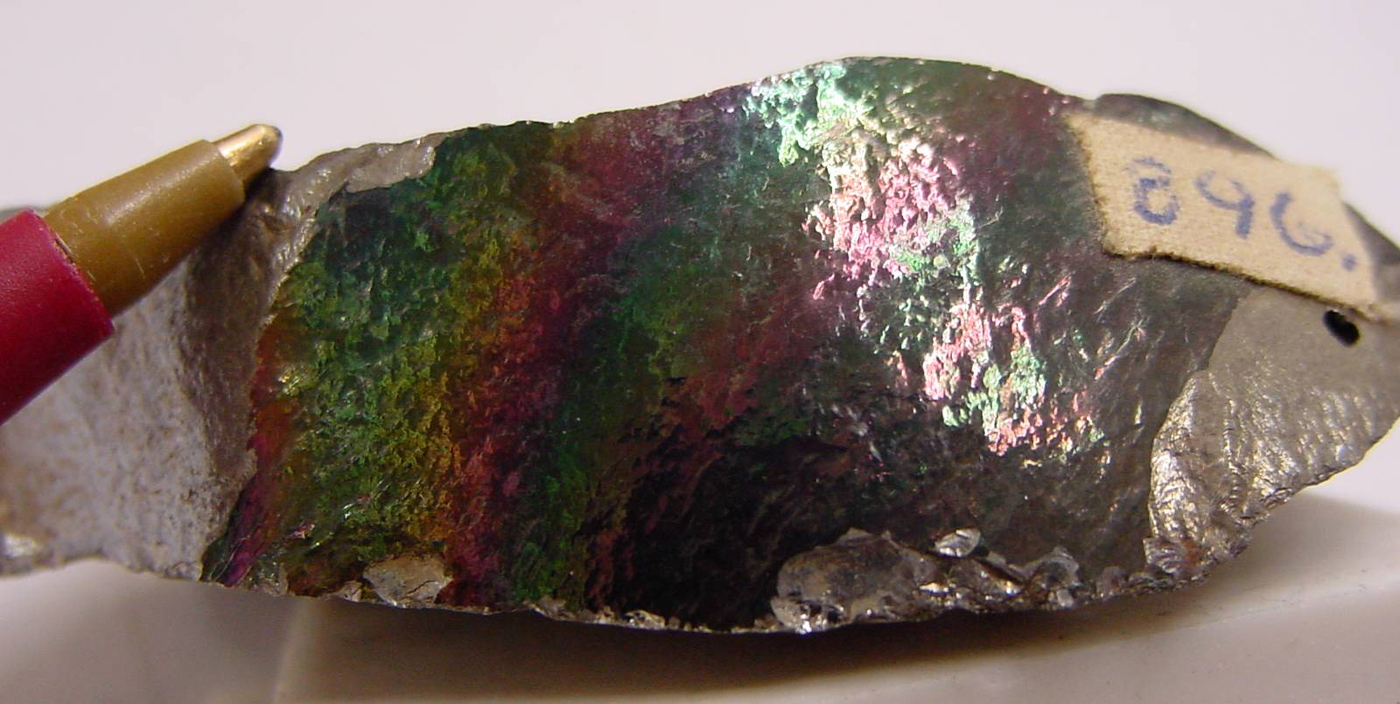
عينة من خامة شبيغل آيزن

شبيغل آيزن هي سبيكة فرومنغنيز، أي أنها سبيكة حديدية مكونة من عنصري الحديد والمنغنيز، بنسبة يصل فيها محتوى المنغنيز إلى حوالي 15%، بالإضافة إلى وجود كميات صغيرة من الكربون والسيليكون.
تشتق التسمية من الكلمة الألمانية Spiegeleisen، والمؤلفة من مقطعين Spiegel بمعنى مرآة، وEisen بمعنى حديد. كانت هذه السبيكة هي الشكل السائد الذي يتاجر به المنغنيز في الأسواق من أجل إنتاج الصلب (الفولاذ)، وخاصة وفق عملية بسمر، إذ تحوي على الحديد في تركيبها، كما كانت تساهم في إضافة محتوى من المنغنيز والكربون من أجل صناعة الفولاذ، بالإضافة إلى التخلص من الشوائب (الخبث).